# Empan
El empan era la medida base del sistema de pesas y medidas utilizado en Babilonia.

## Medidas longitudinales
- Línea = 0,002 metros.
- Dedo = 0,022 metros.
- Pulgada = 0,027 metros.
- Palmo = 0,090 metros.
- Empan = 0,270 metros.
- Pie = 0,324 metros.
- Codo = 0,540 metros.
- Paso doble = 1,620 metros.
- Pértiga = 3,240 metros.
- Pletro = 32,400 metros.
- Estadio = 194,400 metros.

## Medidas de superficie
Estaban basadas en las longitudinales, elevadas al cuadrado. Mientras que las más usadas para medir linealmente eran el empan (base del todo el sistema) y el pletro, las más utilizadas para la medición de superficies fueron el pletro cuadrado y el estadio cuadrado.

## Medidas volumétricas
Basadas también en las longitudinales. Se tenía en cuenta el vergel, que representaba la cantidad de granos de cebada que una partición del territorio determinada necesitaba para su siembra.